# 이후림
이후림(1992년 7월 23일 ~ )은 대한민국의 배우다.

## 방송
- LIFE 마니아 (2015) - 진행
- PRODUCE 101 시즌 2 (2017) - 발표순위 80위
- 원스어게인 (2020)
- 나의 너에게 (2021)
- 환혼 (2022)
- 불타는 트롯맨 (2022) - Top100
- 로스트홈 (2023)
- 미스터트롯3 (2024) - Top101

## 공연
- 하이스쿨뮤지컬 (2013)
- 총각네 야채가게 (2014)
- 오 당신이 잠든 사이 (2015)
- 젊음의 행진 (2016)
- 뮤 하트 (2019)
- 괘방령 (2021)

## 경력
- 잡지 보그걸 모델
- 서울패션위크 제이호 모델 (2012)